# 拉普拉斯極限
拉普拉斯極限是指可以使克卜勒方程的級數解收斂的最大離心率，其數值約為
0.66274 34193 49181 58097 47420 97109 25290.
克卜勒方程M = E − ε sin E，描述物體在一離心率為ε的橢圓軌道上，其平近點角M和偏近點角E之間的關係，E無法以初等函数表示，但利用拉格朗日反轉定理可以得到以下的幂級數：
{\displaystyle E=M+\sin(M)\,\varepsilon +{\tfrac {1}{2}}\sin(2M)\,\varepsilon ^{2}+\left({\tfrac {3}{8}}\sin(3M)-{\tfrac {1}{8}}\sin(M)\right)\,\varepsilon ^{3}+\cdots }
或是以下的通式
{\displaystyle E=M\;+\;\sum _{n=1}^{\infty }{\frac {\varepsilon ^{n}}{2^{n-1}\,n!}}\sum _{k=0}^{\lfloor n/2\rfloor }(-1)^{k}\,{\binom {n}{k}}\,(n-2k)^{n-1}\,\sin((n-2k)\,M)}

拉普拉斯發現此級數只在離心率較小時收斂，當離心率超過一定值時，只要M不是π的倍數，就會發散。其收斂半徑即為拉普拉斯極限。
拉普拉斯極限也是函數{\displaystyle {\frac {x}{{\text{cosh}}(x)}}}的最大值
拉普拉斯極限是以下超越方程的唯一實數解
{\displaystyle {\frac {x\exp({\sqrt {1+x^{2}}})}{1+{\sqrt {1+x^{2}}}}}=1}
István Mező.曾找到以r-Lambert特殊函數以及無窮級數表示的封閉形式。

## 歷史
拉普拉斯在1827年計算的數值是0.66195。義大利天文學家弗朗切斯科·卡利尼比拉普拉斯早五年找到極限值0.66，柯西在1829年找到其精確值0.66274。

## 外部連結
- 埃里克·韦斯坦因. . MathWorld.
- Sloane, N.J.A. (编). . The On-Line Encyclopedia of Integer Sequences. OEIS Foundation.